# Dzsubba
A Dzsubba (szomáliul: Jubba [ d͡ʒubːɑ ], Webi Jubba) folyó Etiópia és Szomália területén. Etiópiában ered és Kismaayo városa mellett ömlik az Indiai-óceánba. 
A Dzsubba a névadója Szomália egyik elszakadásra törekvő történelmi tartományának, Jubaföldnek.

## Elnevezés
A folyó csak alsó szakaszán, az etióp-szomáli határtól viseli ezt a nevet, miután a Dawa és a Genale Dorya folyók összefolynak.

## Megismerése
A folyó mentén az első európai utazó a portugál jezsuita Jeronimo Lobo (1593–1678) volt, aki 1624-ben Etiópiába próbált meg eljutni, ám az itt élő, egymással háborúskodó népek (pl. az oromók) ezt megakadályozták. 
A folyó alsó folyását gőzhajóval utazta be a német Karl Klaus von der Decken báró (1833–1865) 1865-ben, ám miután hajójuk elsüllyedt, a helyi szomáli törzsek megtámadták az expedíciót, megölve négy tagját (köztük von der Deckent is).
A brit F. G. Dundas parancsnok 1891-ben több mint 600 km-re hajózott fel a folyón.

## Árvizek
A Dzsubba Szomália legcsapadékosabb területein folyik keresztül. Évente két árvize figyelhető meg: a gu nevű esős időszakban (március vége-május) illetve a dyr nevű esős időszakban (október-december). Előbbi 1960-ban, utóbbi 1997-ben okozott nagy veszteséget emberéletben és az állatállományban.

## Mellékfolyói
1. Dawa
  1. Awata
  2. Koyowa
2. Genale Dorya
  1. Gestro
  2. Welmel
  3. Weyib
  4. Dumale
  5. Doya
  6. Hawas
  7. Hambala
3. Shebelle

## Városok a Dzsubba mentén
1. Doollow
2. Luuq
3. Buurdhuubo
4. Beledhawo
5. Baardheere
6. Saakow
7. Goobweyn

## Fordítás
- Ez a szócikk részben vagy egészben  a   Jubba River című angol Wikipédia-szócikk fordításán alapul.  Az eredeti cikk szerkesztőit annak laptörténete sorolja fel. Ez a jelzés csupán a megfogalmazás eredetét és a szerzői jogokat jelzi, nem szolgál a cikkben szereplő információk forrásmegjelöléseként.